# Bělehradská (Praha)
Bělehradská (Linecká, Stará Linecká) je ulice v Praze. Bělehradská se nachází v centru v Praze 2 a 4. Začíná na Náměstí Bratří Synků, končí na křižovatce Anglická x Škrétova.

## Popis

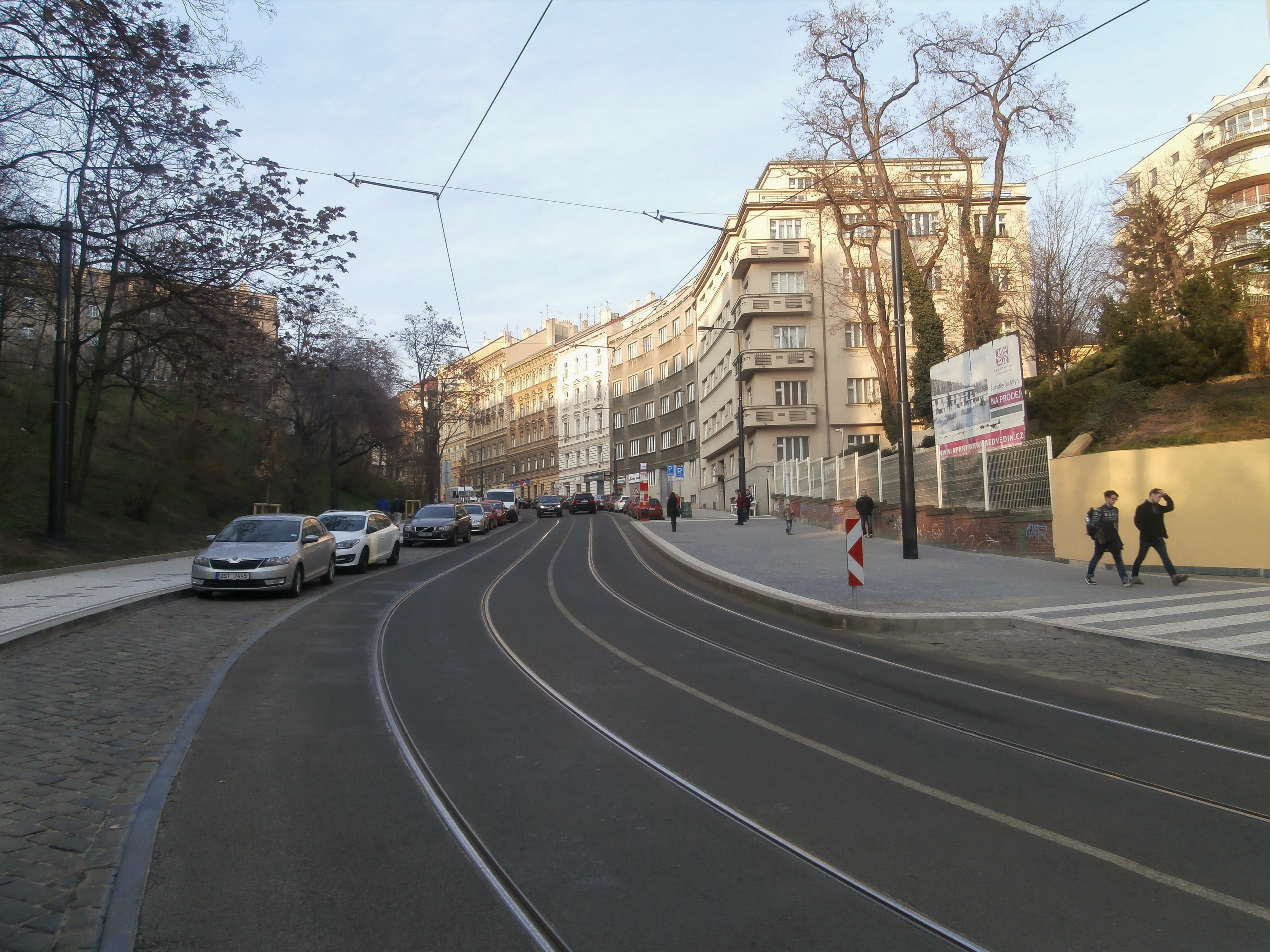
Bělehradská ulice u tramvajové zastávky Pod Karlovem po rekonstrukci, 2016

Po ulici jezdí tramvaje, je dlážděná a v některých úsecích asfaltová. Bělehradská je důležitá ulice, proto je na mapách značena žlutě.
Začíná v severozápadním rohu Náměstí Bratří Synků v místech severní části někdejšího Nuselského zámku. Odtud jsou domy počítány směrem do centra. Vpravo sudá čísla, vlevo lichá. Pokračuje severozápadním směrem na křižovatku Křesomyslova x Otakarova, ovládanou světelnou signalizací již od roku 1928. V té době se tam v Bělehradské ulici nacházely obousměrné tramvajové zastávky (s názvem Nusle) teprve v roce 1960 přemístěné na náměstí, kde předtím tramvaje projížděly úhlopříčně parkem a tržištěm; automobily náměstí objížděly po jeho obvodu. Vlevo v rohovém domě bývala restaurace "U Hrabánků" (Nusle čp.185), vpravo v rohovém domě s věží a hodinami (Nusle čp.6) od roku 1896 Nuselská kavárna. V té době byla v domě "Pod věží" Nuselská radnice a v domě sousedním fungovaly "Heroldovy parní a vanové lázně", až do roku 1967. Roku 1967 byly na rohu Nuselské a ul. Pod Pramenem otevřeny „lázně Nusle“, jako náhrada za tyto uzavřené Heroldovy lázně v Otakarově ulici (dnes Hotel Otakar, Nusle čp.287). Za křižovatkou přechází Botič a zprava jde ulice Na Ostrůvku (s památkově chráněným neorenesančním domem Nusle čp.360, Na Ostrůvku 4 z roku 1902, kde "Ostrůvek" tvořil Botič a náhon na Nuselský mlýn, procházející areálem Nuselského pivovaru) , vlevo je vjezdová brána do areálu bývalého Nuselského pivovaru. Zde je i čerpací stanice Agip a budova Nusle čp. 316. bývalá továrna na knoflíky, postavená 1898 podle projektu Antonína Frice.  V protějším domě z poloviny devatenáctého století s klenutými stropy (Nusle čp.55, Bělehradská 15, bývalá restaurace "Nuselská pivovarská zahrada") má své sídlo také Jednota baptistů Praha Nusle a společnost Komterm. Od roku 2022 v areálu probíhá výstavba rezidenčního projektu "Moje Nusle – Nuselský pivovar". Projekt nové nuselské čtvrti v areálu někdejšího Nuselského pivovaru zahrnuje téměř 300 bytových jednotek. Poté ulice podchází pod žezniční most, zleva ulice Závišova (tam býval v letech 1965-2015 v dosud stojící nízkopodlažní budově "Hotel Nusle"), další železniční most a na křižovatce Fričova x Pod Nuselskými schody (na počátku 20. stol., kolem r. 1908, byly poblíž konečné prvních číslovaných linek tramvají; "Nusle-Fričova" pro linku 4 Nuselským údolím na Karlovo nám., "Nuselské schody", pro linku 3 na Václavské nám. a linka 6 končila v úvrati "na Karlově" u kostela Panny Marie na hradbách nad nuselským údolím, v místech ústí dnešního Nuselského mostu) se stáčí k západu. V této sekci se již mírně zdvihá do kopce.

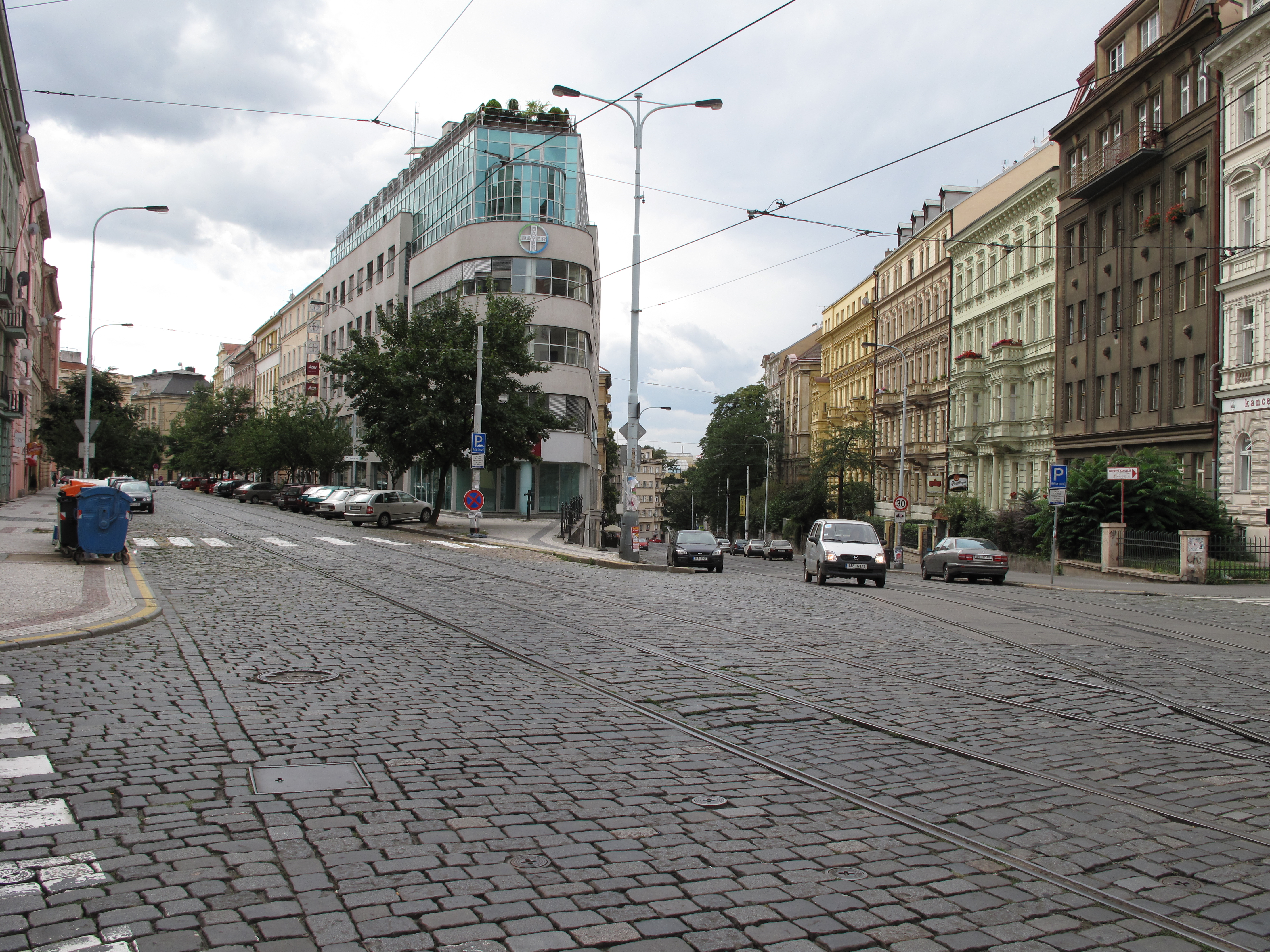
Křižovatka Koubkova x Bruselská x Šafaříkova, Bělehradská vpravo dolů

Nachází se zde tramvajová zastávka Nuselské schody, vpravo pod domem v průjezdu ulice Pod Zvonařkou, vlevo Pod Karlovem. Zde se také láme prudce k severu a začíná prudce stoupat v místě kde s ulicí Pod Karlovem začíná vlevo park Folimanka (překlenutý Nuselským mostem) a naproti tramvajové zastávce Pod Karlovem (také vlevo) se vpravo nachází obchodní dům Billa, poblíž domu s pamětní deskou od medailiéra Josefa Šejnosta z roku 1930, hlásající, že v tomto domě (čp. 1018) v Bělehradské ulici pracoval a skončil svou životní pouť Mikoláš Aleš. Text na desce zní: "V tomto domě 13 let tvořil a dne 10.7.1913 zemřel Mikoláš Aleš, v tomto třípokojovém bytě bydlel od roku 1900".
Postupně se ulice stočí k severovýchodu. Z obou stran u studentských kolejí Budeč je možný pěší průchod po schodech do ulice. Vlevo u kolejí z ulice Wenzigova, vpravo U Zvonařky. Další zlom nastává na křižovatce ulic Koubkova, Bruselská a Šafaříkova. Zde se ulice otočí severozápadním směrem a pokračuje po rovině. Z ulice Šafaříkova, vedou tramvajové koleje k Nuselským schodům shora – odbočit není možno dolů, ale pouze do severního směru ulice Bělehradské. Další tramvajová zastávka, tentokrát Bruselská se nachází o kus dál v obou směrech.
Pokračuje světelná křižovatka s Rumunskou a napravo z pohledu od Václavského náměstí zeleň Tylova náměstí. Dále je tu křížení s ulicí Jugoslávská, včetně tramvajového. Vlevo (z pohledu od Nuslí např. tramvaj č.6) odbočují tramvaje směr Karlovo náměstí, vpravo jedou směrem na Náměstí Míru. Za křižovatkou následuje zastávka I. P. Pavlova v obou směrech. Vlevo ulice Vocelova, vpravo průchod pro pěší (na noc se uzavírá) do ulice Londýnská, vlevo ulice Mikovcova. Následuje světelná křižovatka s ulicí Anglická. Bělehradská zde pokračuje stále stejným směrem, za touto křitovatkou již ale nese jiný název – ulice Škrétova.

## Jméno
Jméno ulice je po hlavním městě Srbska Bělehrad. Taková jména jsou ve čtvrti Vinohrady – Praha 2 běžná.

## Historie
Původně se jednalo o spojnici Prahy a Lince, proto se nazývala Stará Linecká. V letech 1875–1880 byla přejmenována na Nuselskou, část ulice vedoucí územím Vinohrad nesla od roku 1880 jméno Havlíčkova třída na počest básníka a novináře Karla Havlíčka Borovského. Na území Nuslí pojmenování Nuselská zůstalo až do roku 1925, kdy se přeneslo na část dnešní ulice Vršovické u nádraží Praha-Nusle (dnes Praha-Vršovice v Praze 10). Tam název vydržel do roku 1966, kdy bylo nutno pojmenovat hlavní ulici v Nuslích vedoucí z náměstí k Michelské ulici jako Nuselská. Svůj současný název nese ulice od roku 1926.

## Stavby
- Měnírna Bělehradská
- Nuselský most
- Nuselský pivovar
- Nuselské schody
- Nusle (zámek), zámek zanikl kolem roku 1903